# Піскун Владислав Едуардович
Владислав Едуардович Піскун (нар. 28 грудня 1984, Харків, УРСР) — український футболіст, захисник «Кременя». Майстер міжнародного класу.

## Життєпис
Владислав Піскун народився в родині футболіста Едуарда Піскуна. Коли Владиславу було 2 роки, його батько переїхав до Севастополя, щоб виступати за місцеву команду. Там же футболіст розпочав свою кар'єру, виступаючи в місцевих футбольних секціях.
Першим професійним клубом Піскуна стала місцева «Чайка», клуб виступав у другій лізі чемпіонату України. З утворенням в місті однойменного клубу, він перейшов туди. Спочатку футболіст виступав на правому фланзі півзахисту, а потім після програшу боротьби за місце в складі, він став на позицію на захист команди. З 2008 року футболіст став твердим гравцем основного складу клубу.
У  сезоні2009/10 років «Севастополь» зміг стати переможцем Першої ліги України і вийти в Прем'єр-лігу. У Прем'єр-лізі дебютував 9 липня 2010 року в виїзному матчі проти луганської «Зорі» (0:0), Піскун відіграв увесь матч. 24 липня 2010 року в домашньому матчі проти київського «Арсеналу» (0:1), Піскун був визнаний одним з найкращих гравців команди, а «Севастополь» здобув першу перемогу в чемпіонаті. У тому ж році він отримав важку травму хребта і не виступав протягом 3 місяців. У листопаді, після аварії, керівництво «Севастополя» ухвалило рішення відмовитися від послуг Піскуна.

### Аварія
21 листопада 2010 року Піскун, перебуваючи за кермом автомобіля, не впоравшись з керуванням, виїхав на тротуар, де збив на смерть, за деякими даними вагітну, 26-річну Ліну Воронкову і двох її дітей - п'ятирічну Настю і дворічну Кіру, яку Ліна везла в колясці. Сам Піскун отримав струс мозку і перелом гомілки, дівчина, яка їхала з ним в машині, також отримала травми. У той же день він був заарештований. Через декілька днів після арешту з'явилися чутки, що Піскун спробував вчинити суїцид шляхом повішення, проте був зупинений співробітниками СІЗО; МВС України спростувало цю інформацію. Владиславу було пред'явлено звинувачення за статтею 218 Кримінально-процесуального кодексу України.
29 березня 2011 року суд засудив Піскуна до 6,5 років позбавлення волі. 2 липня, після перегляду справи за клопотанням прокуратури, термін позбавлення волі футболіста збільшився до 9 років. Покарання футболіст відбував у Полтавській області, і після половини терміну був випущений за зразкову поведінку.

### Повернення до футболу
Перебуваючи в місцях позбавлення волі, Піскун продовжував у міру можливості грати в футбол — в складі команди «Динамо» (Божково) — в першості Полтавського району, але тільки в домашніх матчах команди. 26 червня 2015 року провів перший матч на свободі — проти «Полтави» за команду «Рокита» з Полтавської області. Влітку 2015 року відновив кар'єру, розпочавши виступи за «Кремінь».

## Досягнення
- Перша ліга чемпіонату України
  -  Чемпіон (1): 2009/10

- Друга ліга чемпіонату України
  -  Чемпіон (1): 2006/07
  -  Бронзовий призер (1): 2005/06

## Особисте життя
Одружений. Дружина - Наталія. Дочка - Катерина.